# Libnotes
Libnotes är ett släkte av tvåvingar. Libnotes ingår i familjen småharkrankar.

## Dottertaxa tillLibnotes, i alfabetisk ordning[1]
- Libnotes acrophaea
- Libnotes adicia
- Libnotes alexanderi
- Libnotes alternimacula
- Libnotes amatrix
- Libnotes angustilamina
- Libnotes apicifusca
- Libnotes apsellia
- Libnotes aptata
- Libnotes archboldeana
- Libnotes astuta
- Libnotes atroguttata
- Libnotes augustana
- Libnotes aurantiaca
- Libnotes banahaoensis
- Libnotes basilewskyi
- Libnotes basistrigata
- Libnotes beardsleyi
- Libnotes bellula
- Libnotes bidentata
- Libnotes bidentoides
- Libnotes bipartita
- Libnotes biprotensa
- Libnotes brunettii
- Libnotes buruicola
- Libnotes buxtoniana
- Libnotes caledoniana
- Libnotes carbonipes
- Libnotes centralis
- Libnotes cerinella
- Libnotes charmosyne
- Libnotes chrysophaea
- Libnotes circumscripta
- Libnotes citrivena
- Libnotes clauda
- Libnotes clintoni
- Libnotes clitelligera
- Libnotes colossus
- Libnotes comissabunda
- Libnotes comoreana
- Libnotes consona
- Libnotes crassibasis
- Libnotes crocea
- Libnotes delandi
- Libnotes delicatior
- Libnotes depicta
- Libnotes diaphana
- Libnotes diphragma
- Libnotes discobolina
- Libnotes discobolodes
- Libnotes dispar
- Libnotes ditior
- Libnotes divaricata
- Libnotes djampangensis
- Libnotes dolonigra
- Libnotes duyagi
- Libnotes eboracensis
- Libnotes edgari
- Libnotes elachista
- Libnotes elata
- Libnotes elissa
- Libnotes ephippiata
- Libnotes erythromera
- Libnotes falcata
- Libnotes falsa
- Libnotes familiaris
- Libnotes fastosa
- Libnotes ferruginata
- Libnotes fijiensis
- Libnotes flavipalpis
- Libnotes forcipata
- Libnotes fuscicoxata
- Libnotes fuscinervis
- Libnotes garoensis
- Libnotes grammoneura
- Libnotes greeni
- Libnotes greenwoodi
- Libnotes griseola
- Libnotes hassenana
- Libnotes hebridensis
- Libnotes henrici
- Libnotes hollandi
- Libnotes hopkinsi
- Libnotes howensis
- Libnotes igalensis
- Libnotes igorata
- Libnotes illecebrosa
- Libnotes illiterata
- Libnotes imbellis
- Libnotes immaculipennis
- Libnotes immetata
- Libnotes impensa
- Libnotes imperspicua
- Libnotes imponens
- Libnotes impressa
- Libnotes inattenta
- Libnotes indica
- Libnotes indra
- Libnotes infumosa
- Libnotes innotabilis
- Libnotes innuba
- Libnotes inusitata
- Libnotes invicta
- Libnotes iris
- Libnotes irrorata
- Libnotes ishana
- Libnotes joanae
- Libnotes jocularis
- Libnotes joculator
- Libnotes kariyana
- Libnotes kaulbackiana
- Libnotes kinabaluana
- Libnotes klossi
- Libnotes knighti
- Libnotes kraussiana
- Libnotes kusaiensis
- Libnotes lacrimula
- Libnotes ladogensis
- Libnotes laetinota
- Libnotes lantauensis
- Libnotes laterospinosa
- Libnotes libnotina
- Libnotes limpida
- Libnotes longinervis
- Libnotes longistigma
- Libnotes lophema
- Libnotes loveridgei
- Libnotes lucrativa
- Libnotes luteithorax
- Libnotes luteiventris
- Libnotes magnisiva
- Libnotes majorina
- Libnotes malaitae
- Libnotes manni
- Libnotes manobo
- Libnotes marginalis
- Libnotes megalops
- Libnotes melancholica
- Libnotes minyneura
- Libnotes montivagans
- Libnotes mopsa
- Libnotes muscicola
- Libnotes neofamiliaris
- Libnotes neopleuralis
- Libnotes neosolicita
- Libnotes nepalica
- Libnotes nerissa
- Libnotes nesopicta
- Libnotes nigerrima
- Libnotes nigricaulis
- Libnotes nigriceps.
- Libnotes nigricornis
- Libnotes noctipes
- Libnotes nohirai
- Libnotes notata
- Libnotes notatinervis
- Libnotes novaebrittanicae
- Libnotes nyasaensis
- Libnotes obliqua
- Libnotes obuduensis
- Libnotes oligacantha
- Libnotes oligospilota
- Libnotes omnifulva
- Libnotes onobana
- Libnotes opaca
- Libnotes oralis
- Libnotes oresitropha
- Libnotes orofenaae
- Libnotes palaeta
- Libnotes parvistigma
- Libnotes pavo
- Libnotes perhyalina
- Libnotes perkinsi
- Libnotes perluteola
- Libnotes perparvula
- Libnotes perparvuloides
- Libnotes perplexa
- Libnotes perrara
- Libnotes persetosa
- Libnotes phaeonota
- Libnotes phaeozoma
- Libnotes philemon
- Libnotes pictoides
- Libnotes pilulifera
- Libnotes plomleyi
- Libnotes plutonis
- Libnotes poecila
- Libnotes poeciloptera
- Libnotes praeculta
- Libnotes praetor
- Libnotes pramatha
- Libnotes puella
- Libnotes punctatinervis
- Libnotes punctatissima
- Libnotes punctithorax
- Libnotes quadrifurca
- Libnotes quadriplagiata
- Libnotes quinquecostata
- Libnotes quinquegeminata
- Libnotes rarissima
- Libnotes recta
- Libnotes rectangula
- Libnotes recurvinervis
- Libnotes regalis
- Libnotes regina
- Libnotes restricta
- Libnotes rhanteria
- Libnotes rhizosema
- Libnotes riedelella
- Libnotes riverai
- Libnotes rotundifolialeos
- Libnotes rufata
- Libnotes rufula
- Libnotes sabroskyi
- Libnotes sackenina
- Libnotes samoënsis
- Libnotes sappho
- Libnotes scoliacantha
- Libnotes scutellata
- Libnotes semiermis
- Libnotes semperi
- Libnotes sentifera
- Libnotes sharva
- Libnotes shawi
- Libnotes signaticollis
- Libnotes simplicicercus
- Libnotes siva
- Libnotes soembana
- Libnotes sokotrana
- Libnotes stantoni
- Libnotes strigivena
- Libnotes subaequalis
- Libnotes subamatrix
- Libnotes subapicalis
- Libnotes subfamiliaris
- Libnotes subfasciatula
- Libnotes subocellata
- Libnotes subopaca
- Libnotes suffalcata
- Libnotes sumatrana
- Libnotes suttoni
- Libnotes taficola
- Libnotes tartarus
- Libnotes termitina
- Libnotes terraereginae
- Libnotes thwaitesiana
- Libnotes thyestes
- Libnotes tibiocincta
- Libnotes tongana
- Libnotes toxopei
- Libnotes transversalis
- Libnotes trifasciata
- Libnotes trisignata
- Libnotes tritincta
- Libnotes trukensis
- Libnotes trunculata
- Libnotes tszi
- Libnotes undulata
- Libnotes uniflava
- Libnotes unistriolata
- Libnotes univibrissa
- Libnotes watti
- Libnotes veitchi
- Libnotes veitchiana
- Libnotes vilhelmi
- Libnotes willowsi
- Libnotes viridicolor
- Libnotes viridula
- Libnotes vitiana
- Libnotes xanthoneura
- Libnotes xenoptera
- Libnotes zelota